# 蘇屋村
蘇屋村（So Uk Village），是香港九龍長沙灣一條已拆卸的原居民村落，位於現今保安道市政大廈及保安道遊樂場一帶。蘇屋村建於1739年（乾隆四年），大部份範圍於1955年被清拆以興建李鄭屋徙置區，最後一部份於1983年清拆，即為保安道木屋區。

## 歷史
1739年（乾隆四年），祖藉東莞縣寶安蠔崗的蘇廷慶（1690年 - 1759年）從新安縣城南頭白石遷居至長沙灣海濱，一個原名為「茅田」的地方，即現今保安道市政大廈及保安道遊樂場一帶建村。
蘇屋村一直是長沙灣最大的單一氏族村落，與其他村落以稻田和菜田相隔。村中有五排緊密相連的村屋，由石躉、泥磚建成，有瓦片屋頂。在19世紀中期，村後建有學校。
1898年，英國政府與清政府簽訂《展拓香港界址專條》，租借由九龍界限街以北，至深圳河以南土地99年。蘇屋村自此成為英屬香港的一部份。香港政府重新勘查新界土地時，蘇屋村村民將所有土地權都歸屬於其祖先蘇廷慶，儘管事實上蘇屋村的土地已分別永久分給蘇廷慶五個兒子（南英、廷英、見英 、寬英、敬英）的後代。1911年，蘇屋村有人口157人，擁有的總土地面積達20 英畝。
在1900年、1910年和1920年，蘇屋村與九龍塘村和九龍仔村一起舉起太平清醮活動。打醮活動在香港日佔時期起終結。
二戰後及國共內戰時期，大批大陸難民遷港。蘇屋一帶（長沙灣新村及李鄭屋）融為一片大型的木屋區，衍生環境衛生、火災等問題。1955年，蘇屋一帶大部份木屋被清拆以興建李鄭屋徙置區。1983年清拆的保安道寮屋區，是最後一塊被收回發展的原蘇屋村土地。至清拆前，寮屋區西面部份仍存有數間原蘇屋村的村屋。地皮後來發展成保安道市政大廈。